# S'autoriser de
D'usage assez recouru dans la « communauté » lacanienne, « s'autoriser de » semble avoir été jusqu'à présent entendu dans sa signification la plus littérale, soit « s'autoriser par ». Quoique Lacan lui-même l'ait précisé à sa façon, en délimitant le champ des questions qu'elle suscita, la formulation « le psychanalyste ne s'autorise que de lui-même », lancée en octobre de 1967, entraîna des réactions extrêmes.
D'une part, de ceux qui y voyaient la destitution de l'École en tant que principe de formation et de garantie de la pratique clinique. D'autre part, quelques années plus tard, d'autres en ont déduit un principe d'autonomie absolue, d'indépendance totale du psychanalyste vis-à-vis ses pairs (de même que l'homophonie « pairs » et « père », plus qu'un simple jeu de mots dans le « style Lacan », met en jeu la question de l'autorité).
La signification équivoque de cette formule de Lacan donne lieu encore aujourd'hui à des interprétations. 
Pourtant, « s'autoriser de soi-même » ne signifie absolument pas « s'autoriser par soi-même », un pléonasme, puisque la forme réflexive du verbe suppose implicitement que le sujet et l'objet de l'action soient les mêmes. Par contre, « s'autoriser de » est une expression propre à la langue française et qui signifie « s'appuyer de », « se prévaloir de », « se recommander de ». 
Lacan disait donc, en d'autres termes: « le psychanalyste ne s'appuie que de lui-même » pour son travail. Ce qu'il préciserait dans sa Note Italienne, écrite plus vraisemblablement en 1974, en disant: « S'autoriser n'est pas auto-ri(tuali)ser ». 

## Une autre occurrence de ce «s'autoriser analyste»
Pour étayer cette lecture, ou interprétation de ce qu’on peut appeler cet  aphorisme de Lacan, nous pouvons   évoquer aussi  l'occurrence la plus importante de cet analyste qui ne s'autorise que de lui-même qui est celle des "Non-dupes errent" dans la séance  du 9 avril 1974. Elle est la plus importante car elle nous permet en effet de l’interpréter. 
Il réfère en effet ce  « s'autoriser analyste » à la fois au discours analytique et aux formules de la sexuation.
Il en modifie et complète la formule en la redoublant d’une autre autorisation, celle de l’être sexué, donc celle par laquelle l’être humain s’autorise à s’inscrire comme un homme ou une femme dans la fonction phallique, donc soumis à la rude loi de la castration. 
Il juxtapose donc ces deux formules 
« L’être sexué ne s’autorise que de lui-même … et de quelques autres »
«  L’analyste ne s’autorise que de lui-même… et de quelques autres »
En effectuant  ce rapprochement Lacan affirme : «  c’est ça  qui équilibre mon  dire que l'analyste ne s'autorise que de lui-même.  Ca ne veut pas dire pour autant qu'il soit tout seul à le décider, comme je viens de le faire remarquer pour l'être sexué". 
Mais qui alors le décide ? Quels sont ces quelques autres dont l’analyste s’autorise ? Nous pouvons, sans trop grand risque,  parier que ce sont les mêmes qui l’ont autorisé à s’inscrire comme être sexué. C’est ainsi que le s’autoriser analyste est étroitement lié à la façon dont l’analyste assume sa propre castration, castration non pas imaginaire,  mais symbolique, c'est-à-dire la prise en compte de ces successives rencontres de ce qu'a  été pour lui, le désir de l’Autre, désir qui l’a marqué dans son destin d’être sexué et donc,  si on peut en croire Lacan, par ce rapprochement, dans son destin d'analyste. 